# Студен чай
Студеният чай е безалкохолна напитка, приготвена чрез изстудяването на билков чай, понякога с добавени плодови сокове, захари и парченца плодове. Срещат се варианти, при които студената напитка се приготвя чрез разтварянето във вода на сух прах, продаван в търговската мрежа.